# リボルバー 〜誰が【ゴッホ】を撃ち抜いたんだ?〜
『リボルバー 〜誰が【ゴッホ】を撃ち抜いたんだ?〜』（リボルバー だれがゴッホをうちぬいたんだ）は、原田マハの小説『リボルバー』をもとにした舞台作品。脚本も原田自身が担当する。演出は映画監督の行定勲。主演は関ジャニ∞の安田章大。

## 概要
原作は2020年2月から2021年2月まで幻冬舎『小説幻冬』で連載されていた原田マハの小説『リボルバー』。本作の舞台化に当たり、原田自らが筆を執り、小説版とは異なる新たな物語として立ち上げ、舞台版は、ゴッホが実際に活躍した19世紀当時を物語の舞台とし、謎に満ちたゴッホとゴーギャンの愛憎入り混じる関係にフォーカスしている。

## 公演情報
- 東京公演
  - 2021年7月10日 - 8月1日：PARCO劇場
- 大阪公演
  - 2021年8月6日 - 8月15日：東大阪市文化創造館

## キャスト
- ゴッホ：安田章大
- ゴーギャン：池内博之[4]
- テオ：大鶴佐助[4]
- 高遠冴：北乃きい[4]
- ギロー：相島一之[4]
- JP：細田善彦[4]
- レイ：金子岳憲[4]
- クロエ / ヴァエホ：東野絢香（※一人二役）[4]

## スタッフ
- 原作：原田マハ『リボルバー』（幻冬舎）
- 作：原田マハ
- 演出：行定勲
- 美術：堀尾幸男
- 音楽：斎藤ネコ
- 照明：佐藤啓
- 音響：井上正弘
- 衣裳：伊藤ハンス
- 衣裳スーパーバイザー：阿部朱美
- ヘアメイク：鎌田直樹
- 演出助手：長町多寿子
- 舞台監督：本田和男